# Momolu Dukuly

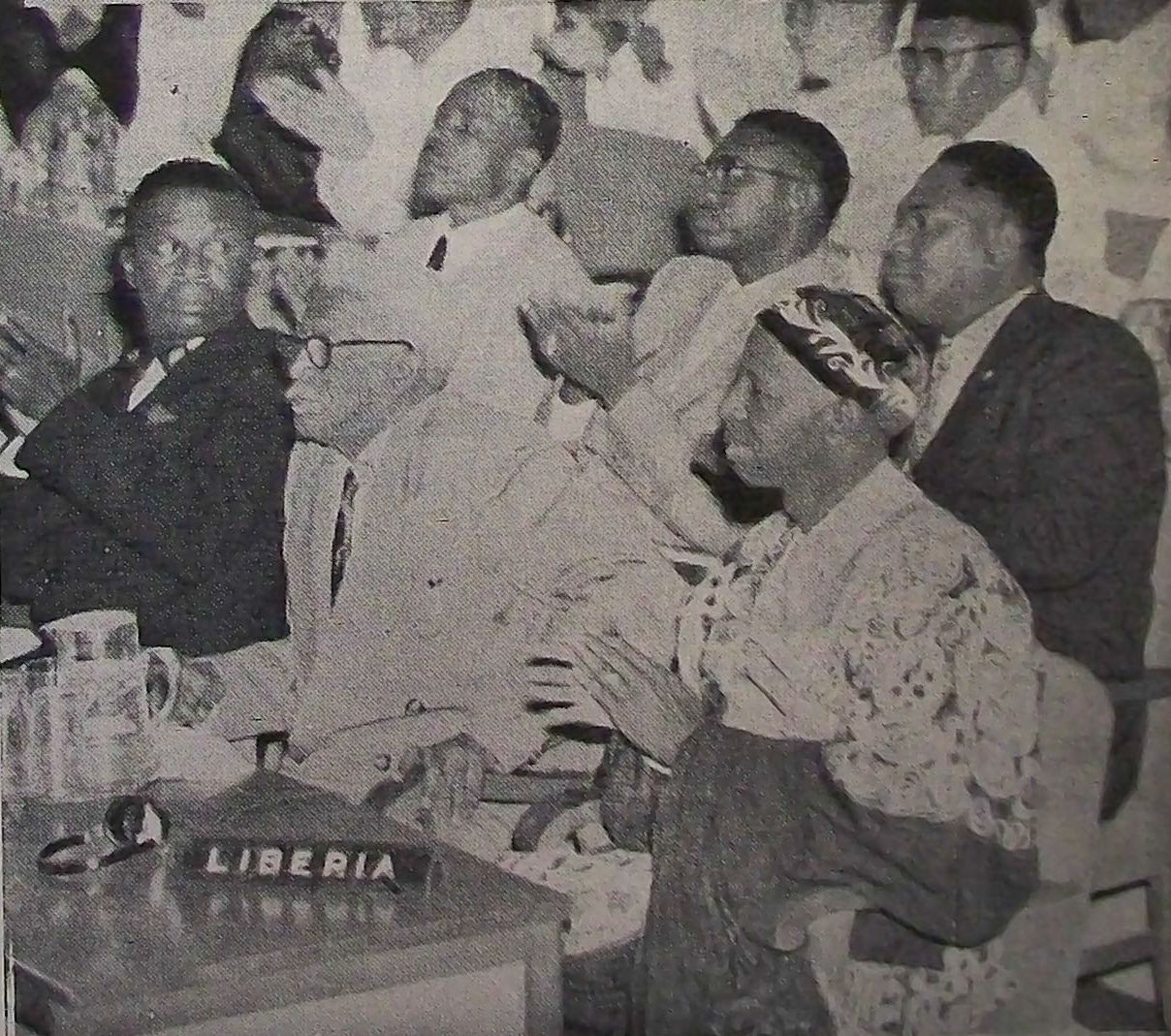
Momolu Dukuly (vorne) als Delegierter Liberias auf der Bandung-Konferenz 1956

Momolu Dukuly (* 1903 in Billama bei Monrovia; † 1980) war ein liberianischer Politiker.

## Werdegang
Dukuly stammte aus dem Volk der Mandinka. Er gehörte zunächst der muslimischen Glaubensgemeinschaft an und konvertierte später zum Christentum. Er erhielt seine Ausbildung am College of West Africa in Monrovia. Ab 1928 war er als Rechtsanwalt im Montserrado County tätig. 1948–51 war er Unterstaatssekretär, 1949 sonderbevollmächtigter Gesandter in Haiti, 1951 Unterstaatssekretär und 1952 Sonderbotschafter in Costa Rica. Nach dem Tod von Gabriel Lafayette Dennis setzte ihn Präsident William S. Tubman 1954 als Außenminister ein. Er blieb bis 1960 im Amt. In dieser Funktion vertrat er Liberia auf der Bandung-Konferenz vom 18. bis 24. April 1955.

## Ehrungen
- 1956: Großkreuz des Verdienstordens der Bundesrepublik Deutschland
- 1956: Großkreuz des Verdienstordens der Italienischen Republik